# فریدریشزهاین
فریدرایشسهاین (به آلمانی: Berlin-Friedrichshain) یک منطقهٔ مسکونی در آلمان است که در محله فریدریشزهاین-کرویتسبرگ در شهر برلین واقع شده‌است. فریدرایشسهاین ۱۱۴٬۰۵۰ نفر جمعیت دارد.